# Нагороди Української повстанської армії
Нагороди Української повстанської армії — система недержавних відзнак вояків Української повстанської армії та цивільного населення за бойову звитягу й трудове сприяння повстанській боротьбі за Українську самостійну соборну державу. З-поміж українських військових формувань періоду Другої світової війни нагородну систему мала лише УПА.

## Історія
На систему нагород УПА вплинула нагородна система Польщі. Уперше систему відзначень запровадило своїм наказом Головне командування УПА від 27 січня 1944 № 3/44. За бойові заслуги передбачалася така градація відзначень:
1-й ступінь — «Золотий Хрест Бойової Заслуги» 1-го класу;
2-й ступінь — «Золотий Хрест Бойової Заслуги» 2-го класу;
3-й ступінь — «Срібний Хрест Бойової Заслуги» 1-го класу;
4-й ступінь — «Срібний Хрест Бойової Заслуги» 2-го класу;
5-й ступінь — «Бронзовий Хрест Бойової Заслуги».
Нагородження бойовими відзнаками передбачалося лише за конкретні вчинки, з поданням опису заслуги та свідчень очевидців. Регламентувалися права керівних органів повстанського руху щодо відзначення достойних: 
1. Нагородження «Золотим Хрестом Бойової Заслуги» 1-го та 2-го класу проводила Українська головна визвольна рада за поданням Головного командира УПА;
2. Нагородження «Срібним Хрестом Бойової Заслуги» 1-го та 2-го класу — Головний командир УПА за поданням крайового командира УПА;
3. Нагородження «Бронзовим Хрестом Бойової Заслуги» — крайовий командир УПА за поданням командира групи або військової округи УПА.

Для відзначення вояків та цивільних осіб (некомбатантів) за трудовий внесок у забезпечення визвольної боротьби, інші заслуги запроваджувалися «Золотий», «Срібний» та «Бронзовий Хрести Заслуги». Нагородження Золотим і Срібним Хрестами Заслуги проводила УГВР за поданням Головного командира УПА, Бронзовим Хрестом Заслуги — Головний командир УПА за поданням крайового командира.
Перша письмова згадка про нагородження певної особи датована 4 листопада 1944 року (хорунжий Зиновій Мазуркевич-«Нечипір», Військова Округа «Буг», посмертно).
Згідно з рішенням УГВР від 30 травня 1947 року «Хрестами Бойової Заслуги» дозволялося нагороджувати й цивільних учасників підпілля Організації українських націоналістів. Одночасно «Бронзовим Хрестом Заслуги» відзначалися всі активні учасники УПА й підпілля від 1907 народження і старші, які брали участь у визвольному русі 2 й більше років.
6 червня 1948 постановою УГВР запроваджувалася медаль «За боротьбу в особливо важких умовах».
Проекти дизайну згаданих нагород і технологію їх карбування в підпільних умовах розробив член крайової референтури пропаганди Проводу ОУН Північно-Західних українських земель, відомий графік Ніл Хасевич та його учень «Свирид». Їх затвердила УГВР 30 червня 1950.
Безпосереднє нагородження цими відзнаками за умов повстансько-підпільної боротьби проводили надзвичайно рідко, адже невеликі партії нагород доставляли кур'єрами із Заходу (від 1951).
Підтримувався високий статус нагород. З часу запровадження і до останнього наказу про нагородження від 12 жовтня 1952 № 3/52 «Золотим Хрестом Бойової Заслуги» 1—2-го класів, «Золотим Хрестом Заслуги» відзначено лише 103 особи, «Срібним Хрестом Заслуги» — 150 повстанців.
На підставі постанови УГВР від 10 жовтня 1952 Головний командир УПА Василь Кук видав наказ від 12 жовтня 1952 № 0252 про запровадження медалі «Х-річчя УПА» (проекти її дизайну або оригінали невідомі). Правами Головного командира або членами Головного командування нею міг бути відзначений кожний активний учасник підпілля, який вів боротьбу станом на 14 жовтня 1952.
До системи відзнак входили також «вирізняння» в наказі Крайового військового штабу УПА, «похвала» в наказі командира військової округи.
Окремою категорією нагород слугували «відзначення за рани». Кожне окреме поранення від 1 до 5 відзначалося срібною зіркою, від 6 до 10 — золотою зіркою, більша кількість поранень — комбінацією золотих і срібних зірок на стрічці над клапаном лівої нагрудної кишені мундира.
Для заохочення вояків, цивільних осіб, які брали участь у боях або роботі тилових установ («запілля») УПА, вводитися «Пропам'ятна відзнака УПА» (її вигляд невідомий). Окрім цього існувала також «Відзнака вояка УПА», для вояків та ветеранів.
Запровадження нагородної системи в УПА переконливо свідчило про високий організаційний рівень повстанського руху, погляди лідерів визвольного руху на УПА як на зародок регулярних збройних сил Української держави.

## Хрест Заслуги

Золотий Хрест Заслуги першого класу
Золотий Хрест Заслуги другого класу
Срібний Хрест Заслуги першого класу
Срібний Хрест Заслуги другого класу
Бронзовий Хрест Заслуги

Хоча і були розроблені Золотий і Срібний Хрести Заслуги двох класів, але фактично нагороджували даними орденами без поділів на класи. 
- Нагороджені Золотим хрестом заслуги

## Хрест Бойової Заслуги

Золотий Хрест Бойової Заслуги першого класу
Золотий Хрест Бойової Заслуги другого класу
Срібний Хрест Бойової Заслуги першого класу
Срібний Хрест Бойової Заслуги другого класу
Бронзовий Хрест Бойової Заслуги